# Schöpstal
Schöpstal är en kommun i Landkreis Görlitz i förbundslandet Sachsen i Tyskland. Kommunen har cirka 2 400 invånare.
Kommunen ingår i förvaltningsområdet Weißer Schöps/Neiße tillsammans med kommunerna Horka, Kodersdorf och Neißeaue.